# Atalanta Bergamasca Calcio 1935-1936
Questa pagina raccoglie i dati riguardanti l'Atalanta Bergamasca Calcio nelle competizioni ufficiali della stagione 1935-1936.

## Stagione
La Serie B torna a girone unico, alla guida della società Santi lascia il timone a Lamberto Sala che ingaggia nuovamente l'allenatore Imre Payer e una serie di volti nuovi, acquistati per fare quel salto di qualità che finora non c'è mai stato.

Fin dalle prime giornate i risultati non danno ragione agli investimenti fatti, con la squadra che naviga costantemente a centroclassifica.

L'unica piccola soddisfazione proviene dal riconoscimento ottenuto per la correttezza dei giocatori in campo (viene assegnata la Coppa Anonima Infortuni), in contrapposizione tuttavia con i tifosi che causano una sconfitta a tavolino dei nerazzurri dopo aver tentato di aggredire l'arbitro della partita (Atalanta-Novara).
Il 1935 è anche l'anno dell'esordio dei nerazzurri in Coppa Italia; un esordio però sfortunato visto che furono subito eliminati al secondo turno dal Viareggio.

## Organigramma societario
Area direttiva
- Presidente: Lamberto Sala
- Segretario: Oreste Onetto

Area tecnica
- Allenatore: Imre Payer

Area sanitaria

## Rosa
| N. |                   | Ruolo | Calciatore          |
| -- | ----------------- | ----- | ------------------- |
|    | Italia (bandiera) | P     | Alessandro Bonetti  |
|    | Italia (bandiera) | P     | Gaetano Cesana      |
|    | Italia (bandiera) | D     | Giuseppe Gola       |
|    | Italia (bandiera) | D     | Antonio Morzenti    |
|    | Italia (bandiera) | D     | Teodoro Signorini   |
|    | Italia (bandiera) | D     | Francesco Simonetti |
|    | Italia (bandiera) | C     | Giuseppe Andrei     |
|    | Italia (bandiera) | C     | Giuseppe Barcella   |
|    | Italia (bandiera) | C     | Giuseppe Bonomi     |
|    | Italia (bandiera) | C     | Luigi Cabrini       |
|    | Italia (bandiera) | C     | Vittorio Casati     |
|    | Italia (bandiera) | C     | Severo Cominelli    |

| N. |                   | Ruolo | Calciatore       |
| -- | ----------------- | ----- | ---------------- |
|    | Italia (bandiera) | C     | Mario Forlani    |
|    | Italia (bandiera) | C     | Orlando Ricci    |
|    | Italia (bandiera) | C     | Vittorio Schiavi |
|    | Italia (bandiera) | A     | Aldo Dusi        |
|    | Italia (bandiera) | A     | Alberto Graziani |
|    | Italia (bandiera) | A     | Giovanni Guidi   |
|    | Italia (bandiera) | A     | Giulio Longhi    |
|    | Italia (bandiera) | A     | Bruno Poletti    |
|    | Italia (bandiera) | A     | Enzo Rosa        |
|    | Italia (bandiera) | A     | Giorgio Rossi    |
|    | Italia (bandiera) | A     | Arnaldo Salvi    |

## Calciomercato
| Acquisti | Acquisti           | Acquisti            | Acquisti   |
| R.       | Nome               | da                  | Modalità   |
| -------- | ------------------ | ------------------- | ---------- |
| P        | Alessandro Bonetti | Milan               | definitivo |
| D        | Teodoro Signorini  | Verona              | definitivo |
| C        | Giuseppe Andrei    | Spezia              | definitivo |
| C        | Luigi Cabrini      | SCI Juventus Zurigo | definitivo |
| C        | Orlando Ricci      | Carrarese           | definitivo |
| A        | Aldo Dusi          | Brescia             | definitivo |
| A        | Giovanni Guidi     | Legnano             | definitivo |
| A        | Giulio Longhi      | Sondrio             | definitivo |
| A        | Bruno Poletti      | Milan               | definitivo |
| A        | Enzo Rosa          | Pavia               | definitivo |
| A        | Giorgio Rossi      | Padova              | definitivo |

| Cessioni | Cessioni              | Cessioni    | Cessioni   |
| R.       | Nome                  | a           | Modalità   |
| -------- | --------------------- | ----------- | ---------- |
| P        | Armando Fiorini       |             | libero     |
| C        | Aurelio Biassoni      |             | libero     |
| C        | Carlos Josè Garavelli | Ardens      | definitivo |
| C        | Gino Zanni            | Catanzarese | svincolato |
| A        | Giovanni Candiani     | Gallaratese | definitivo |
| A        | Camillo Fenili        |             | libero     |
| A        | Sereno Gianesello     | Milan       | definitivo |
| A        | Ugo Locatelli         | Brescia     | definitivo |
| A        | Renato Sanero         | Padova      | definitivo |
| A        | Learco Secchi         |             | libero     |
| A        | Giuseppe Sina         | Parma       | definitivo |

## Risultati

### Serie B

#### Girone d'andata
| Arbitro: | Bonivento (Venezia) |

|           |           |  |
| Longhi 1’ | Marcatori |  |

| Arbitro: | Galeati (Bologna) |

|  |           |          |
|  | Marcatori | 68’ Dusi |

| Arbitro: | Conticini (Firenze) |

|           |           |                                                     |
| Guidi 44’ | Marcatori | 3’, 46’ Orzan 48’ Franzoni 57’ Mihalic 84’ Nicolosi |

| Arbitro: | Zelocchi (Modena) |

|  |           |                       |
|  | Marcatori | 51’ Gerbi 66’ Gardini |

| Arbitro: | Saracini (Ancona) |

|                 |           |  |
| Romano 25’, 38’ | Marcatori |  |

| Arbitro: | Moretti (Genova) |

|          |           |  |
| Rosa 42’ | Marcatori |  |

| Viareggio 27 ottobre 1935, ore ? 7ª giornata | Vezio Parducci Viareggio | 0 – 0 | Atalanta | Polisportivo del Littorio\| Arbitro: \| Sassi (Roma) \| |
| Arbitro:                                     | Sassi (Roma)             |       |          |                                                         |

| Arbitro: | Pecchiura (Torino) |

|          |           |  |
| Rosa 42’ | Marcatori |  |

| Arbitro: | Gondola (Monfalcone) |

|                                                     |           |  |
| Grolli 17’, 47’ Remondini 22’ Landi 42’ Begnini 54’ | Marcatori |  |

| Arbitro: | Bertoli (Vicenza) |

|                         |           |  |
| Degara 31’ Traversa 80’ | Marcatori |  |

| Arbitro: | Tiberio (Gorizia) |

|  |           |             |
|  | Marcatori | 79’ Camerin |

| Arbitro: | Salvagno (Trieste) |

|                    |           |           |
| Bellini 17’ (rig.) | Marcatori | 12’ Guidi |

| Arbitro: | Tonnetti (Roma) |

|                                       |           |               |
| Scheer 7’ Viani 22’, 44’ Marchini 35’ | Marcatori | 57’ Cominelli |

| Arbitro: | Scotto (Savona) |

|                         |           |             |
| Cominelli 59’ Salvi 63’ | Marcatori | 3’ Costanzo |

| Arbitro: | Ghetti (Modena) |

|  |           |            |
|  | Marcatori | 55’ Longhi |

| Arbitro: | Pasinato (Venezia) |

|                             |           |                      |
| Simonetti 62’ Cominelli 90’ | Marcatori | 39’ Cioni 85’ Dugini |

| Arbitro: | Galeati (Bologna) |

|  |           |             |
|  | Marcatori | 73’ Schiavi |

#### Girone di ritorno
| Arbitro: | Conticini (Firenze) |

|                                   |           |           |
| Meucci 6’, 90’ Ravizzoli 11’, 56’ | Marcatori | 62’ Guidi |

| Arbitro: | Dellarole (Vercelli) |

|                 |           |                               |
| Longhi 31’, 73’ | Marcatori | 28’ Bertoni 82’ (aut.) Casati |

| Arbitro: | Nocentini (Firenze) |

|                              |           |  |
| Manazza 30’ Corallo 54’, 64’ | Marcatori |  |

| Messina 16 febbraio 1936, ore ? 21ª giornata | Messina         | 0 – 0 | Atalanta | Com. via Gazzi\| Arbitro: \| Ghetti (Modena) \| |
| Arbitro:                                     | Ghetti (Modena) |       |          |                                                 |

| Bergamo 23 febbraio 1936, ore ? 22ª giornata | Atalanta         | 0 – 2 | Novara | Stadio Mario Brumana\| Arbitro: \| Levrero (Genova) \| |
| Arbitro:                                     | Levrero (Genova) |       |        |                                                        |

| Arbitro: | Salvatori (Roma) |

|              |           |  |
| Vergnano 37’ | Marcatori |  |

| Arbitro: | Moretti (Genova) |

|                      |           |             |
| Guidi 20’ Longhi 46’ | Marcatori | 7’ Lemmetti |

| Arbitro: | Soliani (Genova) |

|                          |           |           |
| Battioni 43’, 57’ (rig.) | Marcatori | 40’ Guidi |

| Arbitro: | Gardenghi (Brescia) |

|           |           |  |
| Salvi 32’ | Marcatori |  |

| Arbitro: | Curradi (Firenze) |

|           |           |  |
| Guidi 21’ | Marcatori |  |

| Vigevano 12 aprile 1936, ore ? 28ª giornata | GC Vigevanesi    | 0 – 0 | Atalanta | Comunale\| Arbitro: \| Moretti (Genova) \| |
| Arbitro:                                    | Moretti (Genova) |       |          |                                            |

| Arbitro: | Bevilacqua (Viareggio) |

|                          |           |               |
| Cominelli 18’ Longhi 44’ | Marcatori | 50’ Bolognese |

| Arbitro: | Mattea (Torino) |

|  |           |             |
|  | Marcatori | 21’ Biagini |

| Arbitro: | Marsciani (Modena) |

|                                              |           |  |
| Costanzo 52’ Arcari IV 55’, 69’ Faccenda 87’ | Marcatori |  |

| Arbitro: | Salvagno (Trieste) |

|               |           |  |
| Cominelli 40’ | Marcatori |  |

| Arbitro: | Soliani (Genova) |

|                                        |           |  |
| Cristina 66’, 78’ Fenini 69’ Cioni 86’ | Marcatori |  |

| Arbitro: | Pirovano (Monza) |

|            |           |  |
| Longhi 40’ | Marcatori |  |

### Coppa Italia

#### Secondo Turno
| Arbitro: | Piccoli (Torino) |

|  |           |                  |
|  | Marcatori | 4’, 55’ Lemmetti |

## Statistiche

### Statistiche di squadra
| Competizione | Punti | In casa | In casa | In casa | In casa | In casa | In casa | In trasferta | In trasferta | In trasferta | In trasferta | In trasferta | In trasferta | Totale | Totale | Totale | Totale | Totale | Totale | DR  |
| Competizione | Punti | G       | V       | N       | P       | Gf      | Gs      | G            | V            | N            | P            | Gf           | Gs           | G      | V      | N      | P      | Gf     | Gs     | DR  |
| ------------ | ----- | ------- | ------- | ------- | ------- | ------- | ------- | ------------ | ------------ | ------------ | ------------ | ------------ | ------------ | ------ | ------ | ------ | ------ | ------ | ------ | --- |
| Serie B      | 32    | 17      | 10      | 2       | 5       | 18      | 18      | 17           | 3            | 4            | 10           | 7            | 32           | 34     | 13     | 6      | 15     | 25     | 50     | -25 |
| Coppa Italia | -     | 1       | 0       | 0       | 1       | 0       | 2       | 0            | 0            | 0            | 0            | 0            | 0            | 1      | 0      | 0      | 1      | 0      | 2      | -2  |

### Statistiche dei giocatori
| Giocatore    | Serie B  | Serie B | Coppa Italia | Coppa Italia | Totale   | Totale |
| Giocatore    | Presenze | Reti    | Presenze     | Reti         | Presenze | Reti   |
| ------------ | -------- | ------- | ------------ | ------------ | -------- | ------ |
| G. Andrei    | 33       | 0       | 1            | 0            | 34       | 0      |
| G. Barcella  | 33       | 0       | 1            | 0            | 34       | 0      |
| A. Bonetti   | 26       | -39     | 1            | -2           | 27       | -41    |
| L. Cabrini   | 6        | 0       | 0            | 0            | 6        | 0      |
| V. Casati    | 21       | 0       | 1            | 1            | 22       | 1      |
| G. Cesana    | 8        | -11     | 0            | 0            | 8        | -11    |
| S. Cominelli | 24       | 5       | 1            | 0            | 25       | 5      |
| A. Dusi      | 3        | 1       | 0            | 0            | 3        | 1      |
| M. Forlani   | 11       | 0       | 0            | 0            | 11       | 0      |
| G. Gola      | 1        | 0       | 0            | 0            | 1        | 0      |
| A. Graziani  | 2        | 0       | 0            | 0            | 2        | 0      |
| G. Guidi     | 32       | 6       | 1            | 0            | 33       | 6      |
| G. Longhi    | 30       | 7       | 0            | 0            | 30       | 7      |
| A. Morzenti  | 9        | 0       | 0            | 0            | 9        | 0      |
| B. Poletti   | 3        | 0       | 0            | 0            | 3        | 0      |
| 0. Ricci     | 15       | 0       | 1            | 0            | 16       | 0      |
| E. Rosa      | 6        | 2       | 1            | 0            | 7        | 2      |
| G. Rossi     | 10       | 0       | 1            | 0            | 11       | 0      |
| A. Salvi     | 21       | 2       | 0            | 0            | 21       | 2      |
| V. Schiavi   | 21       | 1       | 0            | 0            | 21       | 1      |
| T. Signorini | 26       | 0       | 1            | 0            | 27       | 0      |
| F. Simonetti | 33       | 1       | 0            | 0            | 33       | 1      |